# Jadwiga Holnicka-Szulc
Jadwiga Helena Maria Holnicka-Szulc, ps. „Wisia”, „Wisienka”, „Grabulka” (ur. 30 lipca 1922 w Krzywdzie, zm. 20 lipca 1944 w Gręzówce k. Łukowa) – żołnierz Armii Krajowej, łączniczka i sanitariuszka.
Była jedną z trzech córek Leona Holnickiego-Szulca i Anny Marii z d. Nałęcz-Komornickiej – ziemian z Podlasia, posiadających dziedziczny 320 hektarowy majątek rodzinny „Anielin” w Krzywdzie. Początkową naukę pobierała wraz siostrami w domu pod kierunkiem guwernantek, następnie w latach 1934–1936 w Gimnazjum ss. Niepokalanek w Szymanowie, a ukończyła ją w 1939 w Gimnazjum Żeńskim Wacławy Arciszowej w Lublinie. Tam należąc do PWK ukończyła kurs sanitarny.
W czasie kampanii wrześniowej 1939 Jadwiga wraz z całym dworem anielińskim włączyła się do pomocy żywnościowej i sanitarnej udzielanej walczącym w niedalekim Kocku oddziałom armii gen. F. Kleeberga. Już jesienią tego roku Jadwiga została wraz z całą rodziną zaprzysiężona przez oficera SZP mjr. Stefana Drewnowskiego – przybyłego z Warszawy brata Klemensa Drewnowskiego, męża jej starszej siostry, Zofii Holnickiej. Odtąd dwór Holnickich stał się pod kryptonimem „Niebo” bazą dającą schronienie rannym i zagrożonym aresztowaniem, także dla „spalonych” konspiratorów z Warszawy.
W czasie II wojny światowej w ruchu oporu – brała udział w akcjach bojowych Kedywu, a następnie walczyła w oddziale pod dowództwem kpt. Wacława Rejmaka. Została ciężko ranna 20 lipca 1944 w bitwie stoczonej z żandarmerią niemiecką w Lesie Kryńszczak w pobliżu wsi Gręzówka, a położonej przy szosie z Łukowa do Siedlec. Dostała się do niewoli, a będąc transportowana wozem do siedziby Gestapo w Łukowie zdołała zastrzelić nachylającego się nad nią żandarma, ale została dobita serią przez konwojentów. Zwłoki sanitariuszki z rozkazu Gestapo leżały na bruku miasteczka przez parę dni, ale mieszkańcy Łukowa wykradłszy je w nocy pochowali na miejscowym cmentarzu. Później zostały przeniesione i pochowane w rodzinnej mogile na cmentarzu Radoryżu Kościelnym.
Pośmiertnie (15 stycznia 1945 r.) odznaczona Krzyżem Srebrnym Orderu Virtuti Militari i mianowana podporucznikiem.

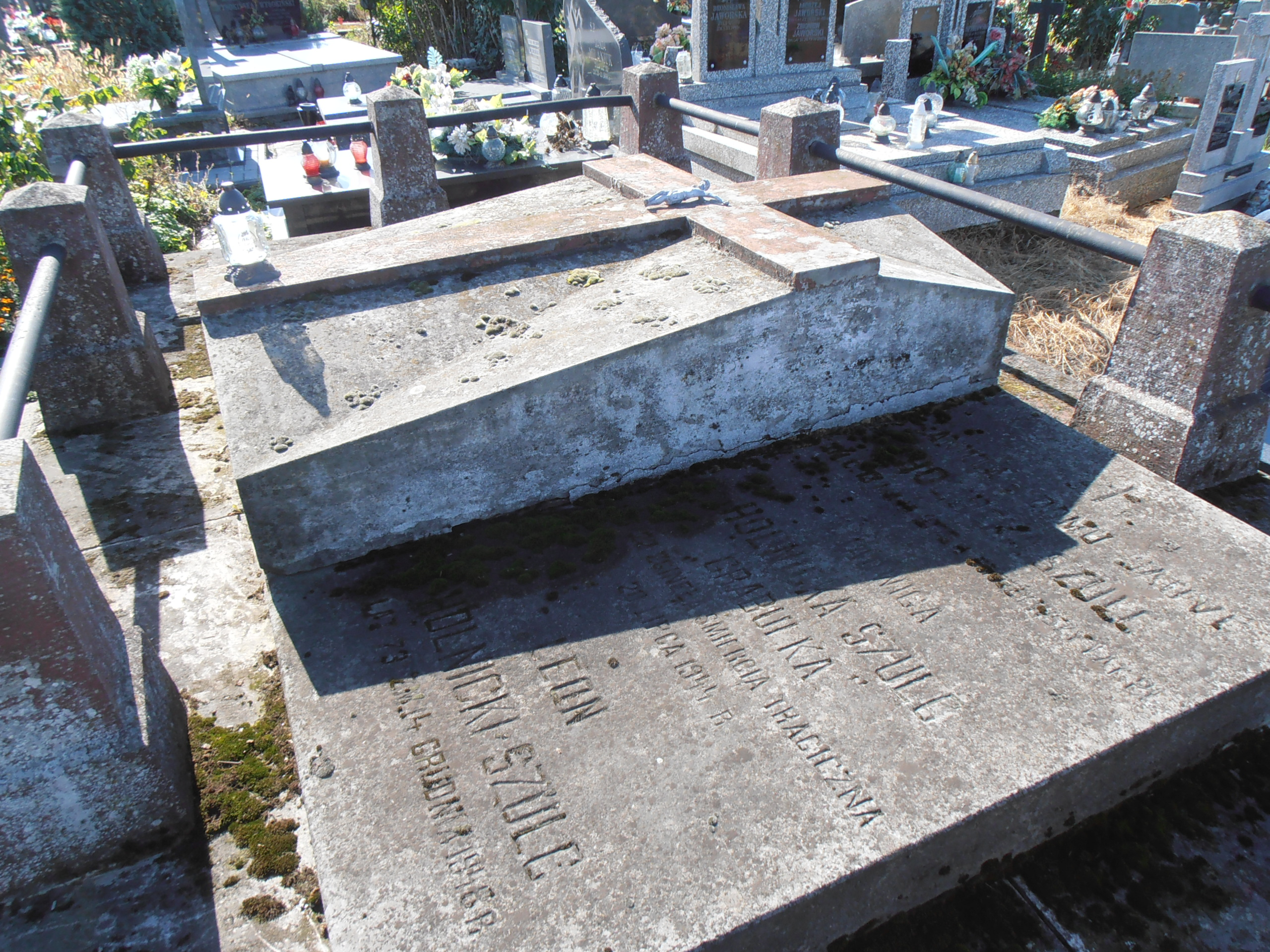
Grób Jadwigi Holnickiej-Szulc na cmentarzu w Radoryżu Kościelnym
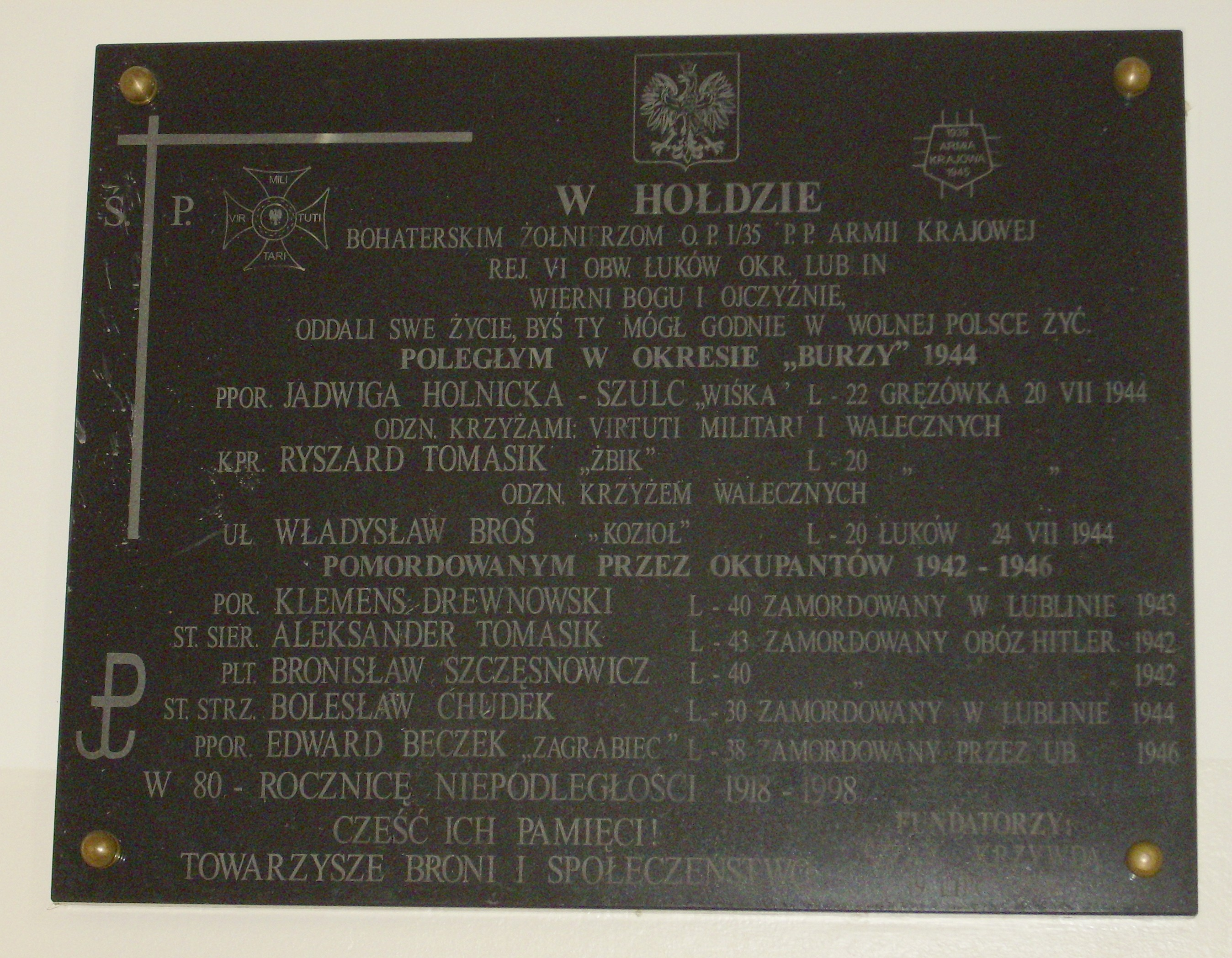
Tablica w kościele w Radoryżu Kościelnym